# كفتة العجم
كفتة العجم أو وان أو حسب الصيغة التركية عجم أو وان كفتة هي وصفة تركية لكرات اللحم الكبيرة أي كفتة باللغة التركية من منطقة شرق الأناضول في تركيا من مدينة وان. المكونات هي اللحم المفروم والأرز والبرغل والبازلاء الصفراء والكراث والنعناع والبقدونس والبصل والتوابل المحلية.